# Łowcy faktów
Łowcy faktów — amerykański program telewizyjny, parodia powstawania programów newsowych, emitowany przez polską wersję Comedy Central.
Główni bohaterowie to: 
- Kevin Beekin, gwiazda programu, który kiedyś spotykał się z producentką programu, Tillie
- Alan Finger, reżyser;
- Marty Shonson, stażysta w roli asystenta produkcji,
- Tillie Sullivan (Andrea Savage), producentka programu.